# Martinus Nijhoff Vertaalprijs
De Martinus Nijhoff Vertaalprijs, aanvankelijk de Martinus Nijhoffprijs is een jaarlijkse prijs voor de beste vertaling van een literair werk uit of naar het Nederlands. Het fungeert vaak ook als oeuvreprijs.

## Achtergrond

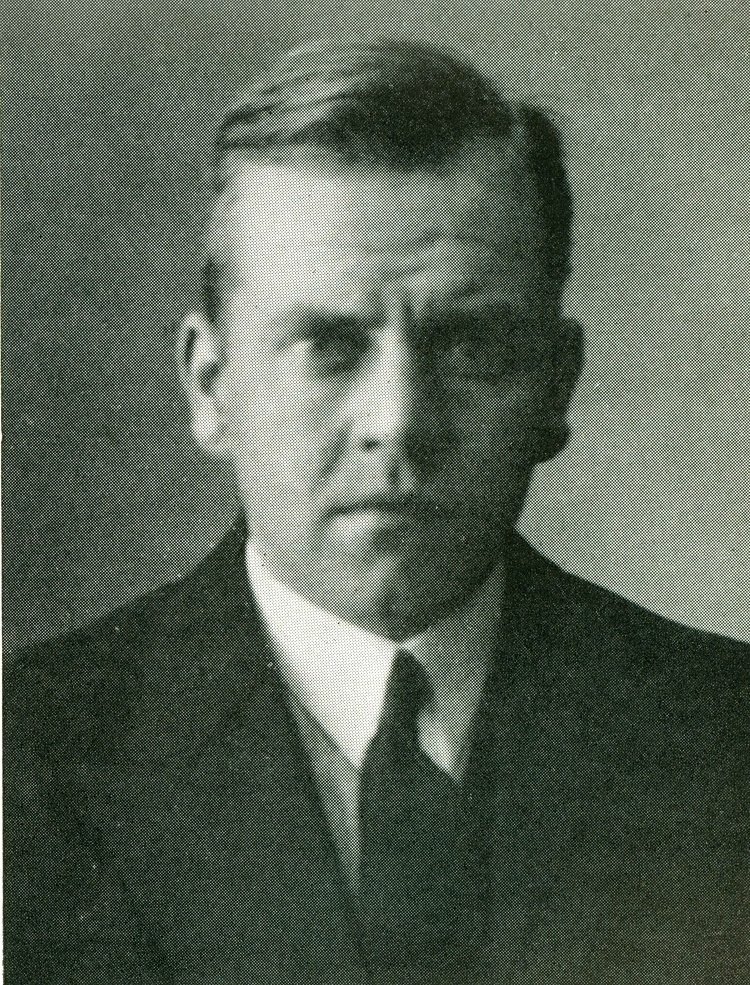
Martinus Nijhoff (1894-1953)

De Martinus Nijhoffprijs werd in 1953 ingesteld door het Prins Bernhardfonds ter nagedachtenis aan de dichter-vertaler Martinus Nijhoff (1894-1953). Tussen 1955 en 1960 werd de prijs afwisselend toegekend voor vertalingen uit een vreemde taal in het Nederlands en andersom. Enkele malen was er een dubbele prijs voor de verschillende literaire genres (poëzie, proza en drama). Vanaf 1961 werden meestal twee literaire vertalers per jaar bekroond: voor elk van de twee vertaalrichtingen (van en naar het Nederlands) was er dan een prijs. Dit was overigens geen vaste prik; in sommige jaren was er maar één bekroning en 1979 vielen er juist drie vertalers in de prijzen.
Vanaf 1993 was er nog maar één prijswinnaar per jaar. De prijs werd sindsdien eenmaal in de drie jaar toegekend voor vertalingen uit het Nederlands en in de andere twee jaren voor vertalingen in (naar) het Nederlands. Sinds 2009 gaat de prijs steevast naar vertalingen naar het Nederlands, dus met het Nederlands als doeltaal en een vreemde taal als bron.
Het fonds dat de prijs financiert heet sinds 1999 het Prins Bernhard Cultuurfonds. Tijdens enkele lustrumjaren van het fonds bood dit wel weer twee prijzen aan, voor vertalingen in beide richtingen. Dit gebeurde in 2005 ter gelegenheid van het 65-jarig jubileum en nogmaals in 2015 (75-jarig jubileum) en 2020 (80-jarig jubileum). Ter onderscheiding van andere prijzen die het fonds financiert is de naam veranderd in Martinus Nijhoff Vertaalprijs.
De prijs bestaat uit een penning (de Martinus Nijhoff Vertaalprijspenning) en een geldbedrag van € 50.000 (anno 2023) en is daarmee ook de hoogst gedoteerde Nederlandse vertaalprijs.

## Gelauwerden

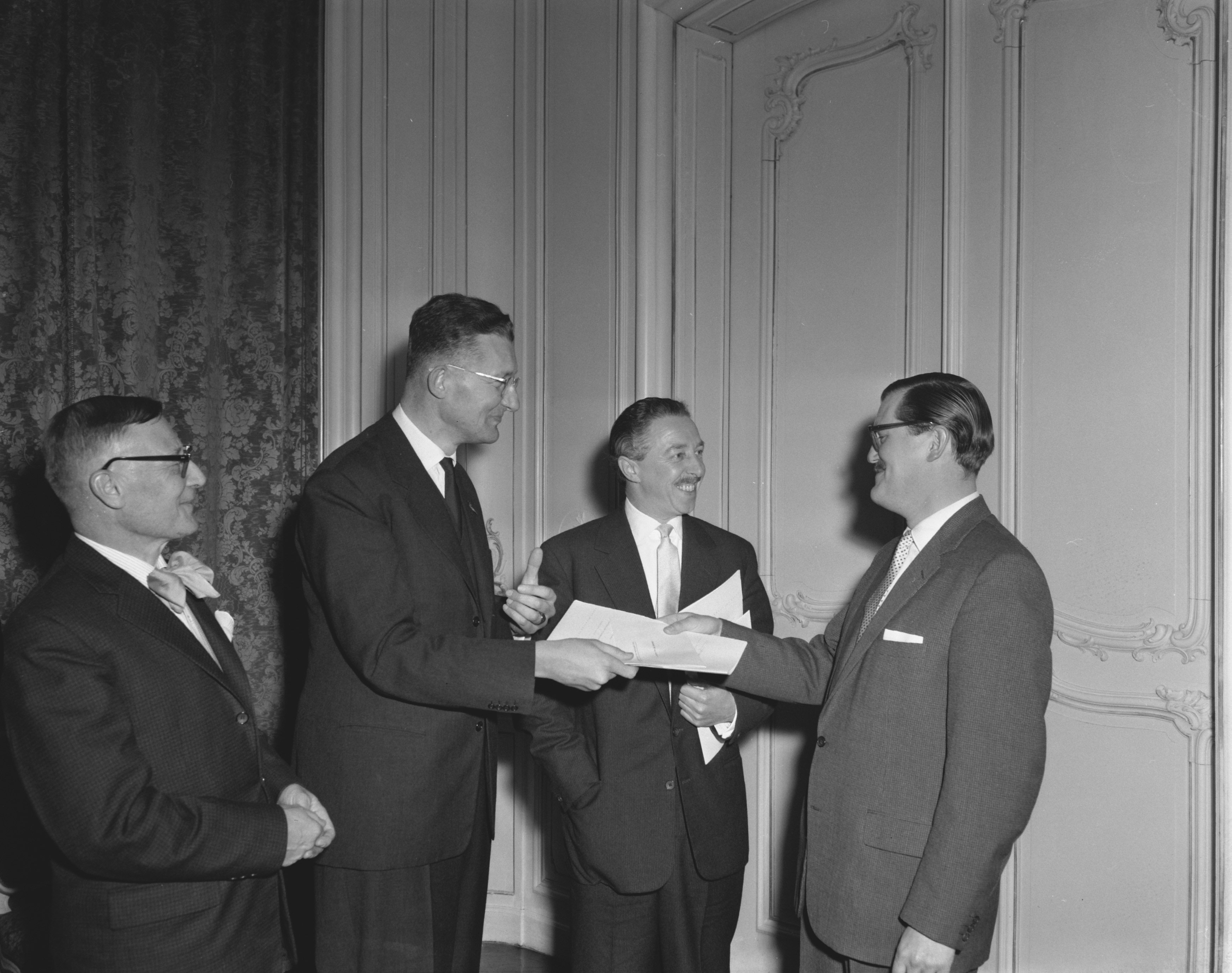
Uitreiking Martinus Nijhoff Vertaalprijs, v.l.n.r. Antoon Coolen, professor Gerard Wiarda, Bert Voeten en Max Schuchart, 6 januari 1959

- 2025 - Mark Leenhouts voor zijn vertalingen uit het Chinees.
- 2024 - Paula Stevens  voor haar vertalingen uit het Noors.
- 2023 - Ton Naaijkens voor zijn vertalingen uit het Duits.
- 2022 - Margreet Dorleijn en Hanneke van der Heijden voor hun vertalingen uit het Turks.
- 2021 - Rokus Hofstede voor zijn vertalingen uit het Frans.
- 2020 - vanwege het lustrumjaar worden twee vertalers bekroond:
  - Jacques Westerhoven voor zijn vertalingen uit het Japans, onder anderen Haruki Murakami en Junpei Gomikawa.
  - Irina Michajlova voor haar vertaaloeuvre van Nederlandse werken naar het Russisch, onder anderen W.F. Hermans en Maarten Biesheuvel.[3]
- 2019 - Jan Willem Bos voor zijn vertalingen van Roemeense literatuur, in het bijzonder de werken van Mircea Cărtărescu.[4]
- 2018 - Jeanne Holierhoek voor haar vertalingen van Franse literatuur.
- 2017 - Karol Lesman voor zijn vertalingen van Poolse literatuur.
- 2016 - Babet Mossel voor haar vertalingen van de Britse en Amerikaanse literatuur.
- 2015 vanwege het 75-jarig bestaan van het Prins Bernhard Cultuurfonds worden twee vertalers bekroond:
  - Hans Boland voor zijn vertalingen van Russische literatuur in het Nederlands[5]
  - Christiane Kuby voor haar vertalingen van Nederlandse literatuur in het Duits
- 2014 - Hilde Pach voor haar vertalingen van Israëlische literatuur
- 2013 - Reina Dokter voor haar vertalingen van Servo-Kroatische literatuur
- 2012 - Frans Denissen voor zijn vertalingen van Italiaanse literatuur
- 2011 - Piet Schrijvers voor zijn vertalingen van Latijnse literatuur
- 2010 - Riet de Jong-Goossens voor haar vertalingen van Zuid-Afrikaanse literatuur
- 2009 - Marja Wiebes voor haar vertalingen van Russische literatuur
- 2008 - Birthe Lundsgaard voor haar vertalingen van Nederlandse en Vlaamse literatuur naar het Deens
- 2007 - Ria van Hengel voor haar vertalingen uit het Duits
- 2006 - Arthur Langeveld voor zijn vertalingen uit het Russisch
- 2005 vanwege het 65-jarig bestaan van het Prins Bernhard Cultuurfonds worden twee vertalers bekroond:
  - Annelies Jorna voor haar vertalingen uit het Engels
  - Rolf Erdorf voor zijn vertaling van Nederlandse jeugdboeken in het Duits
- 2004 - Waltraud Hüsmert voor haar vertalingen van Nederlandse literatuur in het Duits
- 2003 - Tineke van Dijk voor haar vertalingen uit het Italiaans
- 2002 - H.J. de Roy van Zuydewijn voor vertalingen van Ilias en Odyssee van Homerus
- 2001 - Judit Gera voor gehele oeuvre (vertalingen van Nederlandse literatuur in het Hongaars)
- 2000 - Bertie van der Meij voor vertalingen van moderne Zweedse literatuur in het Nederlands
- 1999 - Thérèse Cornips voor haar gehele oeuvre, in het bijzonder het werk van Proust
- 1998 - Anne-Marie de Both-Dietz voor vertalingen van Nederlandse literatuur in het Frans
- 1997 - Gerard Rasch voor vertalingen van Poolse literatuur, in het bijzonder de vertaling van het verzameld werk van Bruno Schulz
- 1996 - Paul Claes voor vertalingen van poëzie uit verschillende talen in het Nederlands
- 1995 - Jerzy Koch voor zijn gehele oeuvre (in het bijzonder voor de in 1994 verschenen vertaling van Multatuli's Max Havelaar)
- 1994 - Henry Kammer voor vertalingen van Hongaarse literatuur, in het bijzonder van Emlékiratok könyve van Péter Nádas
- 1993 - René Kurpershoek voor de vertaling van Ada van Vladimir Nabokov
- 1992 - Helga van Beuningen voor vertalingen in het Duits van modern Nederlands proza
- 1992 - Wilt Idema voor vertalingen van klassieke Chinese poëzie
- 1991 - Per Holmer voor vertalingen in het Zweeds van Nederlandse letterkunde
- 1991 - Gerard Koolschijn voor vertalingen van klassieke Griekse letterkunde
- 1990 - Béla Szondi voor vertalingen in het Hongaars van Nederlandse letterkunde
- 1990 - Frans van Dooren voor vertalingen van klassieke Italiaanse letterkunde
- 1989 - Ad den Besten voor vertaling uit het Duits van gedichten van Friedrich Hölderlin
- 1988 - Alain van Crugten voor vertalingen in het Frans van Nederlandse letterkunde, met name Het verdriet van België van Hugo Claus
- 1988 - Frans van Woerden voor vertalingen van het werk van de Franse schrijver Louis-Ferdinand Céline
- 1987 - Kees Mercks voor vertalingen van moderne Tsjechische letterkunde
- 1986 - M. d'Hane-Scheltema voor de vertaling van De Satiren van Juvenalis
- 1986 - Jenny Tuin voor vertalingen van Franse en Italiaanse letterkunde in het Nederlands
- 1985 - C. Ouwehand voor de vertaling van moderne Japanse Literatuur
- 1985 - Henriëtte ten Harmsel voor de vertaling van Nederlandse zeventiende-eeuwse literatuur in het Engels
- 1984 - Peter Kaaij voor vertalingen van Duitse literatuur, in het bijzonder Der Butt (De Bot) van Günter Grass
- 1984 - Rosemarie Still voor de vertaling van Nederlandse poëzie (Lucebert) en Nederlands proza (W.F. Hermans) in het Duits
- 1983 - August Willemsen voor vertalingen uit het Portugees, met name van Pessoa, Drummond de Adrade, Bandeira en Guimarães Rosa
- 1983 - Andrzej Wojtás voor de vertaling van Nederlandse proza in het Pools
- 1982 - Sjaak Commandeur voor de vertaling van Anthony Burgess' 1985
- 1982 - Rien Verhoef voor de vertaling van Anthony Burgess' 1985
- 1981 - Erika Dedinszky voor de vertaling van Hongaarse poëzie in het Nederlands
- 1981 - Tom Eekman voor de vertaling van Russische literatuur
- 1981 - Philippe Noble voor de vertaling van Du Perrons Het land van herkomst
- 1980 - Hans van Pinxteren voor de vertaling van Flauberts Salammbô
- 1980 - Janko Moder voor de vertaling van Nederlandse literatuur in het Sloveens
- 1979 - Ingrid Wikén Bonde voor de vertaling van Nederlandse literatuur in het Zweeds, in het bijzonder Louis Paul Boon De Kapellekensbaan
- 1979 - Robert Lemm voor de vertaling van Latijns-Amerikaanse literatuur, met name Alejo Carpentiers Concierto Barocco
- 1979 - Karel van het Reve voor de vertaling van Russische literatuur, met name de Toergenjew-vertalingen
- 1978 - Anneke Brassinga voor de vertaling van Nabokovs The Gift
- 1978 - Júlia Májeková voor de vertaling van Nederlandse literatuur in het Slowaaks
- 1977 - Niet toegekend
- 1976 - H.R. Radian voor vertalingen in het Roemeens, met name de Max Havelaar
- 1975 - Barber van de Pol voor de vertaling van Zuid-Amerikaanse literatuur, met name Cortázars Rayuela
- 1974 - C.A.G. van den Broek voor de vertaling van onder meer Spaanse literatuur in het Nederlands, met name García Márquez' Cien años de soledad
- 1974 - Adriënne Dixon voor de vertaling van Nederlandse literatuur in het Engels, met name Mulisch' Het stenen bruidsbed
- 1973 - H.B. Jassin voor de vertaling van de Max Havelaar in het Indonesisch
- 1973 - Peter Verstegen voor de vertaling uit het Engels van Nabokovs Pale Fire
- 1972 - E. Kummer voor de vertaling van Célines Voyage au bout de la nuit
- 1971 - Else Hoog voor vertalingen uit het Engels
- 1971 - Lode Roelandt voor vertalingen in het Frans, met name de Max Havelaar
- 1970 - John Vandenbergh voor de vertaling van James Joyce' Ulysses
- 1969 - Olga Krijtová voor de vertaling van Nederlandse literatuur in het Tsjechisch
- 1969 - Marko Fondse voor de vertaling van Russische literatuur
- 1968 - Ida Gerhardt voor de vertaling uit het Latijn van Vergilius' Georgica
- 1968 - Felipe M. Lorda Alaiz voor de vertaling van werk van Nederlandse en Vlaamse schrijvers in het Spaans
- 1967 - Alexander Brotherton voor vertalingen in het Engels
- 1967 - Gerrit Kouwenaar voor toneelvertalingen
- 1966 - Jacob Hemelrijk voor de vertaling van Plautus uit het Latijn
- 1966 - James Brockway voor de vertaling van Nederlandse literatuur in het Engels
- 1965 - Ludwig Kunz voor de vertaling van hedendaagse Nederlandse poëzie, met name van Nederlandse Vijftigers en Hugo Claus in het Duits
- 1965 - Ernst van Altena voor de vertaling uit het Frans van het werk van François Villon
- 1964 - Giacomo Prampolini voor vertalingen in het Italiaans
- 1964 - Christiaan N. Lijsen voor vertaling uit het Frans
- 1963 - Johannes Piron voor de vertaling van moderne Nederlandse poëzie in het Duits
- 1963 - Charles B. Timmer voor de vertaling van negentiende-eeuwse Russische schrijvers
- 1962 - Ernst Roy Edwards voor de vertaling van Nederlands proza in het Engels
- 1962 - Adriaan Morriën voor vertalingen uit het Frans
- 1961 - Gerda van Woudenberg voor Poesia olandese contemporanea
- 1961 - Evert Straat voor vertalingen van werken van Shakespeare en Euripides
- 1960 - Francisco Carrasquer voor Antología de poetas holandeses contemporáneos
- 1959 - Bert Voeten voor vertalingen uit het Frans en het Engels, maar vooral de vertalingen van Engelse toneelstukken
- 1959 - Max Schuchart voor vertalingen uit het Engels, met name Tolkiens The Lord of the Rings
- 1958 - Dolf Verspoor voor vertalingen van moderne Nederlandse poëzie in het Frans en van Spaanse, Italiaanse en Portugese poëzie in het Nederlands
- 1957 - H.W.J.M. Keuls voor de vertaling van Dantes La Vita Nuova uit het Italiaans en vertalingen van poëzie van Jules Supervielle uit het Frans
- 1956 - James S. Holmes voor vertalingen van klassieke en moderne Nederlandse dichtwerken in het Engels
- 1955 - Aleida G. Schot voor vertalingen van Russische negentiende-eeuwse bellettrie
- 1955 - Bertus van Lier voor de vertaling van Sofokles' Antigone